# Acolasis colliquens
Acolasis colliquens är en fjärilsart som beskrevs av Jacob Hübner 1818. Acolasis colliquens ingår i släktet Acolasis och familjen nattflyn. Inga underarter finns listade i Catalogue of Life.